# Fundación Iguales
Fundación Iguales es una organización no gubernamental chilena fundada en 2011 por Pablo Simonetti, Luis Larraín y Antonio Bascuñán.
Su misión es "trabajar para conseguir la plena inclusión de la diversidad sexual en la sociedad chilena".

## Historia
Se autodefine como una organización que nació como respuesta a la falta de acciones del gobierno de Sebastián Piñera para la promulgación de un acuerdo de unión civil entre parejas del mismo sexo, tal como había prometido durante su campaña presidencial de 2009. 
Iguales define su misión como «trabajar para conseguir la plena inclusión de la diversidad sexual en la sociedad chilena. Esa misión se cumple mediante la participación en todas las etapas de la formulación de políticas públicas a nivel legislativo y administrativo, la educación a nivel escolar y superior, la capacitación a trabajadores/as del sector público y privado, la difusión de su mensaje en medios de comunicación, redes sociales y la vía pública y, la investigación, reflexión y discusión de los temas que tienen que ver con diversidad sexual».
Durante 2011, la fundación trabajó para que la Ley Zamudio incluyera la orientación sexual y la identidad de género entre las categorías sospechosas de discriminación.
En mayo de 2013 la fundación fue una de las organizaciones fundadoras del Frente de la Diversidad Sexual, que incluía también a Movimiento por la Diversidad Sexual, Acción Gay, Fundación Todo Mejora, Organización de Transexuales por la Dignidad de la Diversidad y Valdiversa, sumándose posteriormente Rompiendo el Silencio, Fundación Daniel Zamudio, Red de Psicólogos de la Diversidad Sexual, Somos Coquimbo y Mogaleth.
Es bajo esos principios que desde su inicio Iguales participó de manera activa en las distintas etapas de formulación de leyes y políticas públicas que contribuyen a la plena inclusión de la diversidad sexual en Chile, como la Ley Antidiscrimimación, que establece 15 categorías sospechosas de discriminación, como identidad de género y orientación sexual, la Ley de Unión Civil, que permite la unión tanto de personas de distinto como de igual sexo y el reconocimiento de estas como familias ante el Estado, y el proyecto de ley de identidad de género, que reconoce el derecho de las personas trans a acceder al cambio de nombre y sexo registral.
En marzo de 2017 la dirección de la fundación fue asumida por Juan Enrique Pi, quien sustituyó en el cargo a Luis Larraín Stieb. El 30 de septiembre de 2019 Alessia Injoque asumió la presidencia ejecutiva de la fundación, convirtiéndose en la primera mujer trans en asumir el cargo.  Injoque entregó el cargo a Isabel Amor dos años más tarde. El 1 de marzo de 2023, María José Cumplido asumió el cargo.

## Iniciativas

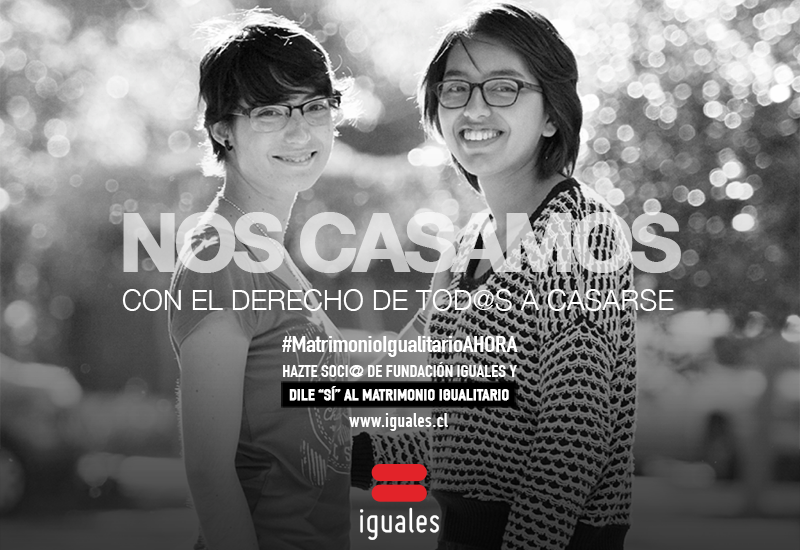
Campaña de Fundación Iguales a favor del matrimonio igualitario en Chile.

### Ley de Unión Civil
Fundación Iguales participó en la creación del denominado Proyecto de Acuerdo de Vida en Pareja, promulgado en 2015 como Ley de Unión Civil, que permite la unión tanto de personas de distinto como de igual sexo y el reconocimiento de estas como familias ante el Estado de Chile.

### Matrimonio igualitario
Durante 2016, el equipo de Fundación Iguales, en conjunto con la escuela de Derecho de la Universidad de Chile, creó y entregó a la entonces presidenta Michelle Bachelet un proyecto de matrimonio igualitario que permitía que personas del mismo sexo puedan casarse. Además fue el primero en contemplar la filiación, que permitirá que dos hombres o dos mujeres sean los representantes legales de sus hijos ante la ley, otorgándoles también la posibilidad de adoptar.
El 9 de diciembre de 2021 el presidente Sebastián Piñera promulgó la Ley de Matrimonio Igualitario, tras ser aprobada dos días antes por el Congreso Nacional de Chile.

### Pride Connection
En 2016, Fundación Iguales creó Pride Connection Chile, la primera red de empresas en Chile con políticas a favor de la comunidad LGBTI de Chile. El lanzamiento de la red se realizó el 10 de agosto de ese mismo año, con el apoyo de 10 empresas que habían estado trabajando en la elaboración de políticas y programas de diversidad e inclusión laboral para la comunidad LGBTI.
El reporte de 2024 contó con la participación de 151 organizaciones. Por primera vez desde el inicio del estudio, el porcentaje de empresas que declara tener políticas de diversidad, equidad e inclusión (DEI) superó la barrera del 90%, ubicándose en 90,8%.

### Equidad CL
En enero de 2018 Fundación Iguales, con el apoyo de Human Rights Campaign y Pride Connection Chile, presentaron Equidad CL, el primer índice chileno y el segundo de Latinoamérica de equidad corporativa chileno con foco en la diversidad sexual y de género del país que busca certificar a los mejores lugares de trabajo para personas LGBTI.